# وليام فيليب هيرن
وليام فيليب هيرن (1839-1925) (بالإنجليزية: William Philip Hiern)‏ هو عالم نبات بريطاني.